# North Fairfield (Ohio)
Pour les articles homonymes, voir North Fairfield.
North Fairfield est un village américain situé dans le comté de Huron, dans l'Ohio. Selon le recensement de 2010, sa population est de 560 habitants.